# Kościół św. Mikołaja w Nowogrodźcu
Kościół świętego Mikołaja – rzymskokatolicki kościół filialny należący do parafii Świętych Piotra i Pawła w Nowogrodźcu. Znajduje się na terenie dawnej wsi Ołdrzychów.
Świątynia była wzmiankowana w 1346 roku, w obecnym kształcie została wybudowana w 1827 roku przy wykorzystaniu murów wcześniejszego kościoła z początku XVII wieku. We wnętrzu znajdują się: drewniany krucyfiks w stylu późnogotyckim, dwa ołtarze w stylu barokowym z początku XVIII wieku, kilka obrazów oraz trzy epitafia z XVIII wieku. 

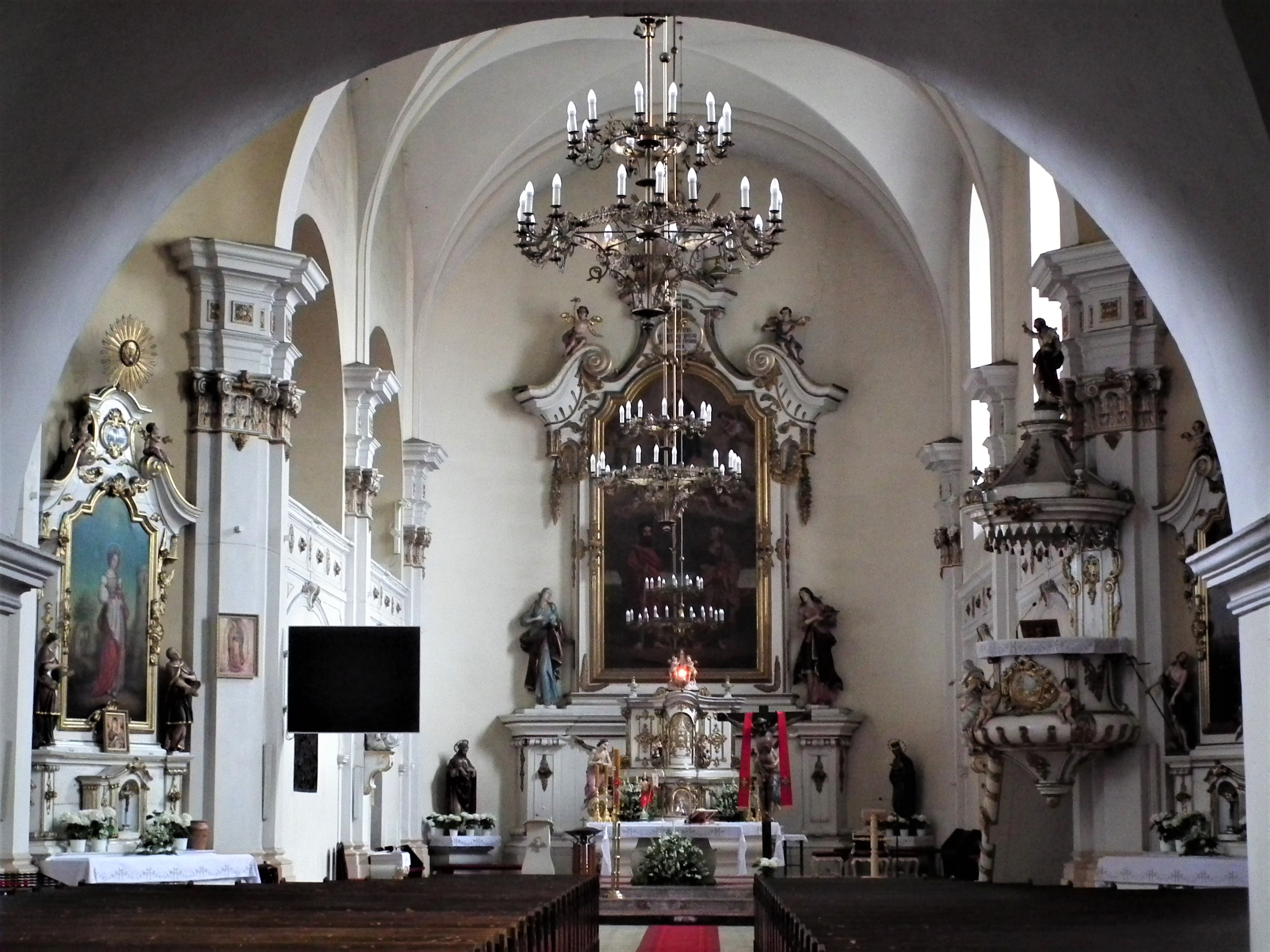
Wnętrze świątyni

Kościół posiada organy 12-głosowe wybudowane koło 1900 roku przez świdnicka firmę  Heinrich Schlag vormals Gebrüder Schlag. Instrument został gruntownie wyremontowany w 2012 roku.